# Holzschnitzschule Bad Warmbrunn
Koordinaten: 50° 51′ 47″ N, 15° 40′ 28″ O
Die Holzschnitzschule Bad Warmbrunn bestand vom 7. November 1902 bis zum 1. März 1946 in Bad Warmbrunn und gehörte vier Jahrzehnte zum Mittelpunkt des kunstgewerblichen Schaffens im niederschlesischen Riesengebirge.

## Geschichte

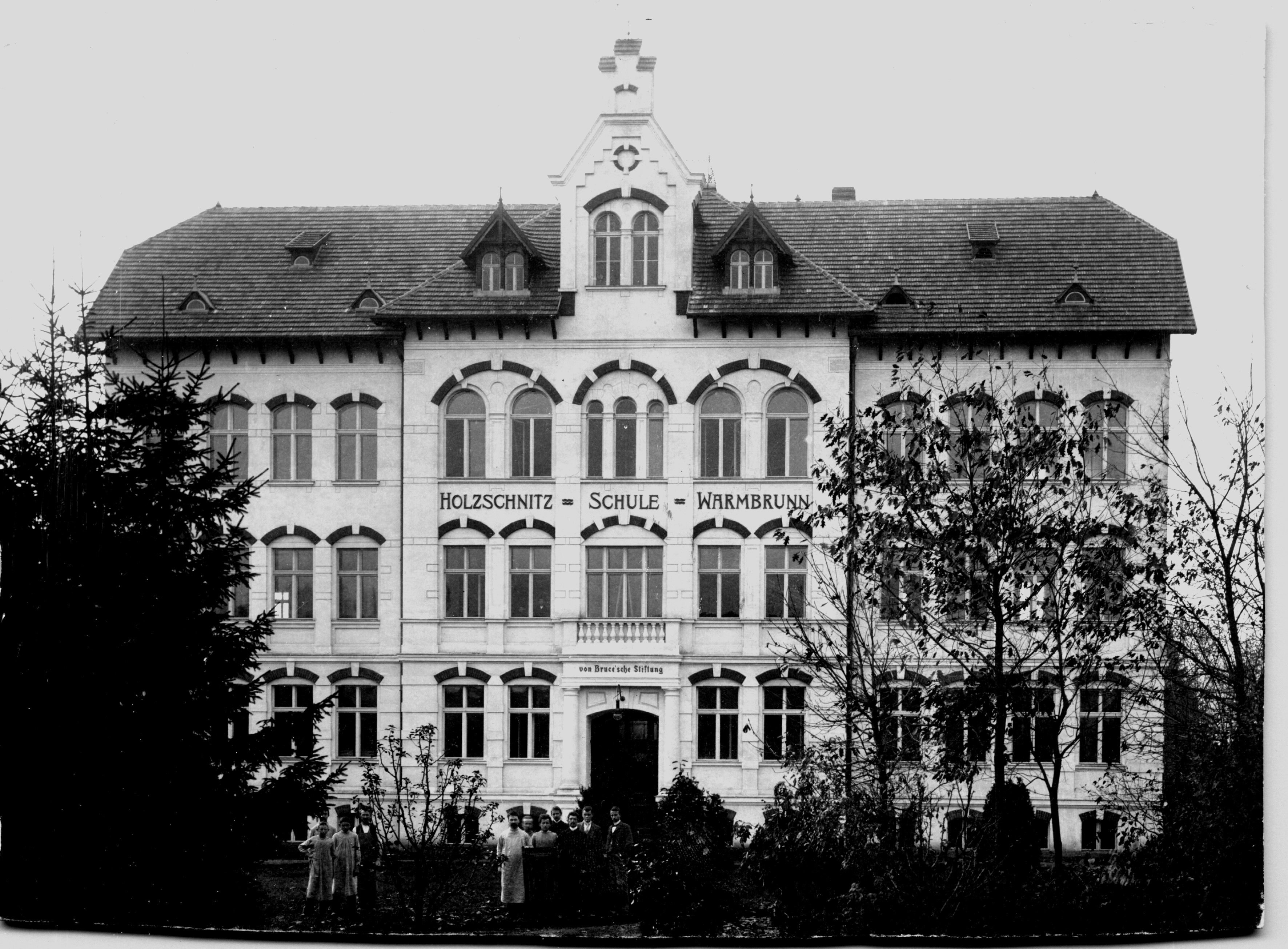
Holzschnitzschule Bad Warmbrunn

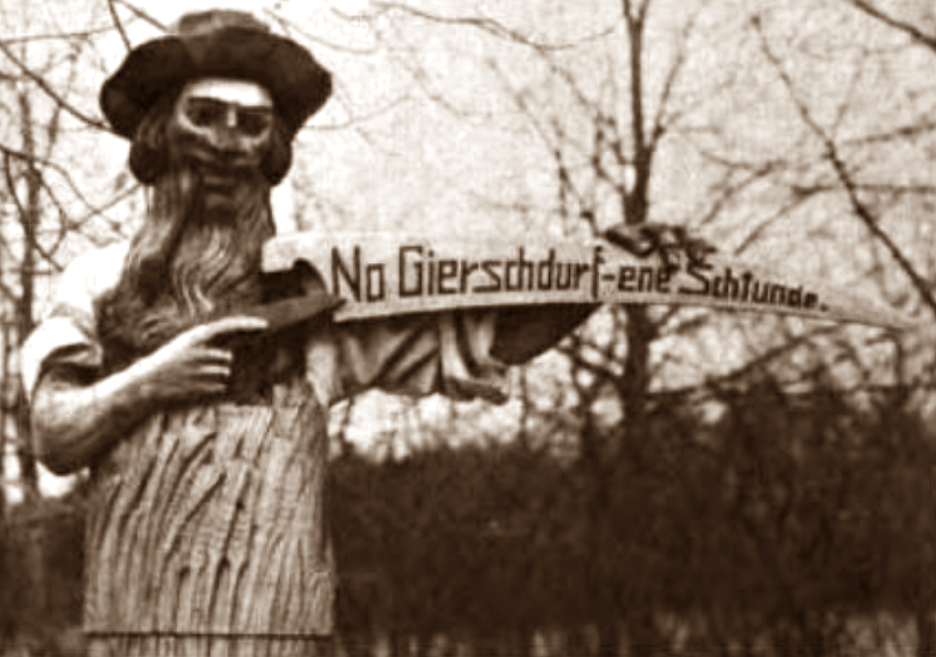
Der holzgeschnitzte Wegweiser:
Diese Auskunft steht auf der Sense in schlesischem Dialekt: No Gierschdurf - ene Schtunde (Nach Giersdorf - eine Stunde).

Im Jahr 1897 vererbte der wohlhabende Privatmann Adolf Adam von Bruce sein Elternhaus in Bad Warmbrunn, an der Hermann-Stehr-Straße, der Gemeinde unter der Auflage, in diesem Haus eine Holzschnitzschule einzurichten, um begabte junge Leute in vierjähriger Lehrzeit zu Künstlern auszubilden, damit diese mit ihrem Können auch ihren Lebensunterhalt verdienen könnten. Die jungen Leute sollten in dieser Schule ungeachtet ihres Glaubens und ihres Geschlechts aufgenommen werden. Allerdings sollten auch ältere Bewerber die Möglichkeit einer Weiterbildung bekommen dürfen.
Die Errichtung dieser später sehr bekannten Holzschnitzschule ist dem persönlichen Engagement des Geheimen Justizrats Hugo Seydel (1840–1932), langjähriger Vorsitzender des Riesengebirgsvereins und preußischer Landtagsabgeordneter für den Kreis Hirschberg, zurückzuführen, dem es gelang, den preußischen Handelsminister zu überzeugen und die Finanzierung zu sichern. Der spätere Gründungsdirektor Christian Hermann Walde erarbeitete die Konzeption und die Pläne für die Schule.
Nach fünf Jahren konnte am 7. November 1902 die Schule eröffnet werden. Die Schüler erhielten theoretischen und praktischen Unterricht. Die bekannteste Klasse war die des Holzbildhauers und Medailleurs Cirillo Dell’Antonio, des vierten Direktors dieser Schule. Dell’Antonio brachte den weichen Südtiroler Stil seiner Heimat mit, andere Lehrer (u. a. Otto Zirnbauer von 1930–32) kamen aus Gegenden mit anderen Ausdrucksformen. So verschmolzen verschiedene Kunstrichtungen in den Kunstwerken, die die Schüler und Lehrer der Holzschnitzschule Bad Warmbrunn fertigten.
Mit Ende des Zweiten Weltkriegs und Vertreibung der deutschen Bevölkerung endete auch die Arbeit der Holzschnitzschule, doch ihr Gebäude wurde später Anlaufpunkt einer jeden Stadtbesichtigung.

## Direktoren und Lehrer (Auswahl)
- Christian Hermann Walde (1855–1906), Gründungsdirektor
- Richard Markus Kieser (1870–1940), Direktor 1907 bis 1912
- Friedrich Hüllweck (1870–1945), Direktor 1912 bis 1922
- Franz Rädlein (1890–1966), Direktor 1922 bis 1924
- Cyrillo Dell’Antonio (1876–1971), ab 1909 Lehrer, ab 1922 Schuldirektor, bis 1940
- Otto Zirnbauer (1903–1970), Lehrer von 1930 bis 1932
- Kurt Aschauer (1900– † vor 1945), Direktor ab März 1940 (kommissarisch) bis Sept. 1942
- Günther Grundmann (1892–1976), in den Jahren 1919 bis 1932 Lehrer für Kunstgeschichte
- Walter Volland (1898–1980)
- Eugen Göttlich, zuständig für den Zeichenunterricht
- Paul Pohsner († vor 1945), Fachlehrer
- Ernst Rülke (1896–1964), Lehrer für Bildhauerei, seit September 1942 Vertretung von Prof. Aschauer, auf Grund dessen Krankheit; letzter Schuldirektor 1944 bis 1. März 1946

## Schüler (Auswahl)
- Walter Tuckermann (1895–1981)
- Heinrich Moshage (1896–1968)
- Paul Schatz (1898–1979)
- Walter Volland (1898–1980)
- Richard Horn (1898–1989)
- Fritz Szalinski (1905–1978)
- Herbert Volwahsen (1906–1988)
- Josef Albert Rissler (1908–1982)
- Rudolf Enderlein (1908–1985)
- Wilhelm Kunst (1909–1986)
- Robert Propf (1910–1986)
- Günter Rossow (1913–1992)
- Joseph Krautwald (1914–2003)
- Elsbeth Siebenbürger (1914–2007)
- Imme Hoefer-Purkhold (1919–2008)
- Richard Lackner (1919–2011)
- Walter Ibscher (1926–2011)
- Christof Krause (1928–2005)
- Werner Striese (1929–2020)